# Giang Pham
Giang Pham (ur. 29 stycznia 1993) – wietnamska piosenkarka, wokalistka sesyjna.
Od 2015 roku śpiewa jako wokalistka sesyjna. Nagrywa partie wokalne dla producentów muzycznych, m.in. w Europie i Stanach Zjednoczonych. Największą popularność przyniosła jej współpraca z C-Boolem. Współpracowała również z artystami takimi jak: Lulleaux, Đen, Damian Spider, Alex Midi, Dj Aldo i Dan Luko. Mieszkała w Hanoi, a następnie w Ho Chi Minh.

## Single (gościnnie)
| Rok                                                      | Tytuł                             | Najwyższa pozycja na liście | Najwyższa pozycja na liście | Najwyższa pozycja na liście | Najwyższa pozycja na liście | Najwyższa pozycja na liście | Najwyższa pozycja na liście | Najwyższa pozycja na liście | Najwyższa pozycja na liście | Najwyższa pozycja na liście | Certyfikat              | Sprzedaż        |
| Rok                                                      | Tytuł                             | POL (airplay)               | POL (airplay nowości)       | POL (airplay TV)            | BLR                         | CZE                         | SK                          | UKR                         | WNP                         | WNP                         | Certyfikat              | Sprzedaż        |
| Rok                                                      | Tytuł                             | POL (airplay)               | POL (airplay nowości)       | POL (airplay TV)            | BLR                         | CZE                         | SK                          | UKR                         | Radio & YouTube             | Radio                       | Certyfikat              | Sprzedaż        |
| -------------------------------------------------------- | --------------------------------- | --------------------------- | --------------------------- | --------------------------- | --------------------------- | --------------------------- | --------------------------- | --------------------------- | --------------------------- | --------------------------- | ----------------------- | --------------- |
| 2016                                                     | C-Bool – „Never Go Away”          | 1                           | 1                           | 1                           | 3                           | –                           | 95                          | 16                          | 7                           | 4                           | - POL: diamentowa płyta | - POL: 100 000+ |
| 2016                                                     | C-Bool – „Magic Symphony”         | 1                           | 1                           | 1                           | –                           | 64                          | –                           | –                           | –                           | –                           | - POL: diamentowa płyta | - POL: 100 000+ |
| 2017                                                     | C-Bool – „DJ Is Your Second Name” | 3                           | 2                           | 4                           | 8                           | –                           | –                           | 8                           | 6                           | 3                           | - POL: diamentowa płyta | - POL: 100 000+ |
| 2019                                                     | C-Bool & Skytech – „La La Love”   | 3                           | 3                           | 5                           | –                           | –                           | –                           | –                           | –                           | –                           | - POL: platynowa płyta  | - POL: 20 000+  |
| 2022                                                     | C-Bool –„Fight to Win”            | –                           | –                           | –                           | –                           | –                           | –                           | –                           | –                           | –                           |                         |                 |
| „–” oznacza, że singel nie był notowany na danej liście. |                                   |                             |                             |                             |                             |                             |                             |                             |                             |                             |                         |                 |